# Óscar Cortés (football, 2003)
Óscar Cortés, né le 3 décembre 2003 à Tumaco en Colombie, est un footballeur international colombien qui évolue au poste d'ailier droit au Rangers FC.

## Biographie

### En club
Né à Tumaco en Colombie, Óscar Cortés est formé par le Millonarios FC. Il fait ses débuts en professionnel le 22 janvier 2022, lors d'un match de championnat de Colombie face au Deportivo Pasto. Il entre en jeu et son équipe s'impose par un but à zéro. Il prolonge son contrat avec le Millonarios FC en mai 2022, le liant au club jusqu'en juin 2025.
Le 12 mai 2022, Cortés inscrit son premier but en professionnel, à l'occasion d'une rencontre de coupe de Colombie face au Jaguares de Córdoba. Il permet ainsi à son équipe d'égaliser (1-1 score final).
Le 13 juin 2023, Cortés est annoncé proche d'un transfert vers le RC Lens. Une officialisation de son contrat a lieu le 14 juillet 2023, jour durant lequel il paraphe un contrat pour les cinq prochaines saisons. Il inscrit son premier but avec Lens le 16 décembre dans une victoire 2-0 face au Stade de Reims.
Le 1er février 2024, Cortés est prêté au Glasgow Rangers, club historique écossais jusqu'à la fin de la saison.  
Cortés inscrit son premier but pour les Rangers le 24 février 2024, lors d'une rencontre de championnat face au Heart of Midlothian. Il est titularisé et participe à la victoire de son équipe par cinq buts à zéro.
Le 3 juin 2024, il est de nouveau prêté au sein du club écossais avec option d'achat pour la saison 2024-2025. 

### En sélection
Óscar Cortés représente l'équipe de Colombie des moins de 20 ans. Avec cette sélection il est retenu pour participer au Championnat de la CONMEBOL de football des moins de 20 ans en 2023. Titulaire dans cette compétition organisée dans son pays natal, Cortés se fait notamment remarquer contre le Pérou en marquant deux buts, permettant aux siens de s'imposer (1-2 score final). Joueur majeur de la sélection dans cette compétition, il mène son équipe à la troisième place du tournoi,.
Avec cette même sélection il est également retenu pour participer à la coupe du monde des moins de 20 ans en 2023. Lors de cette compétition organisée en Argentine il est de nouveau l'un des joueurs les plus en vue de son équipe. Il se distingue notamment contre la Slovaquie en huitième de finale, en marquant deux buts et délivrant une passe décisive, contribuant à la victoire des siens (5-1 score final). Se révélant comme l'un des meilleurs joueurs du tournoi, il ne peut toutefois mener son équipe plus loin que les quarts de finale, où elle est battue par l'Italie (1-3 score final). Il marque un total de quatre buts dans ce tournoi, ce qui fait de lui le troisième meilleur buteur de la compétition.
Óscar Cortés honore sa première sélection avec l'équipe nationale de Colombie le 16 juin 2023, contre l'Irak. Il entre en jeu et son équipe s'impose par un but à zéro,.

## Statistiques
| Saison                | Club                  | Championnat           | Championnat | Championnat | Championnat | Coupe(s) nationale(s) | Coupe(s) nationale(s) | Coupe(s) nationale(s) | Compétition(s) continentale(s) | Compétition(s) continentale(s) | Compétition(s) continentale(s) | Compétition(s) continentale(s) | Séries | Séries | Séries | Colombie | Colombie | Colombie | Total | Total | Total |
| Saison                | Club                  | Division              | M.          | B.          | P.d.        | M.                    | B.                    | P.d.                  | Comp.                          | M.                             | B.                             | P.d.                           | M.     | B.     | P.d.   | M.       | B.       | P.d.     | M.    | B.    | P.d.  |
| 2022                  | Millonarios FC        | Primera A             | 5           | 0           | 1           | 1                     | 1                     | 0                     | -                              | -                              | -                              | -                              | 3      | 0      | 1      | -        | -        | -        | 9     | 1     | 2     |
| 2023                  | Millonarios FC        | Primera A             | 9           | 5           | 2           | 4                     | 1                     | 0                     | CL                             | 4                              | 0                              | 1                              | 2      | 0      | 0      | 1        | 0        | 0        | 20    | 6     | 3     |
| Sous-total            | Sous-total            | Sous-total            | 14          | 5           | 3           | 5                     | 2                     | 0                     | -                              | 4                              | 0                              | 1                              | 5      | 0      | 1      | 1        | 0        | 0        | 29    | 7     | 5     |
| 2023-2024             | RC Lens               | Ligue 1               | 4           | 1           | 0           | -                     | -                     | -                     | C1                             | -                              | -                              | -                              | -      | -      | -      | -        | -        | -        | 4     | 1     | 0     |
| 2023-2024             | Rangers FC (prêt)     | Premiership           | 6           | 1           | 1           | 1                     | -                     | 1                     | -                              | -                              | -                              | -                              | -      | -      | -      | -        | -        | -        | 7     | 1     | 2     |
| Total sur la carrière | Total sur la carrière | Total sur la carrière | 24          | 7           | 4           | 6                     | 2                     | 1                     | -                              | 4                              | 0                              | 1                              | 5      | 0      | 1      | 1        | 0        | 0        | 40    | 9     | 7     |